# 392.ª División Croata de Infantería (Wehrmacht)
La 392.ª División Croata de Infantería (en alemán: 392. (Kroatische) Infanterie-Division (Kroatische) División de Infantería, en croata: 392. (hrvatska) pješačka divizija) fue una división llamada "legionaria" del Ejército alemán durante la Segunda Guerra Mundial. Se formó en agosto de 1943 usando soldados croatas de la Guardia Nacional con un cuadro alemán. La división fue dirigida por alemanes hasta el batallón e incluso el nivel de la compañía en casi todos los casos. Originalmente formado con la intención de servir en el Frente Oriental, esto no sucedió, y la división se usó en operaciones antipartisanas en el territorio del Estado Independiente de Croacia (NDH) hasta el final de la guerra. Era comúnmente conocido como la División Azul.

## Historia

### Formación
Después de la invasión del Eje de la Unión Soviética en junio de 1941, Ante Pavelić, el líder del recién creado estado títere del Eje, el Estado Independiente de Croacia (NDH), ofreció voluntarios de Adolf Hitler para servir en el Frente Oriental. Esta oferta pronto dio lugar a la formación y despliegue de destacamentos militares, de la fuerza aérea y navales que, después de ser entrenados y equipados por Alemania, se comprometieron a luchar contra el Ejército Rojo. El elemento más importante fue el 369.º Regimiento de Infantería Reforzada de Croacia, que era parte de la 100.ª División Jäger, pero fue diezmado en Stalingrado en enero de 1943. Las fuerzas croatas se desempeñaron de manera creíble en el Frente Oriental, y los alemanes continuaron apoyando el desarrollo de las fuerzas del NDH con el objetivo de levantar varias divisiones para servir allí. Debido a la falta de líderes y personal capacitados, estas divisiones se plantearon utilizando un cuadro alemán.
A partir del 17 de agosto de 1943, la 392ª División Croata de Infantería se reunió y entrenó en Austria como la tercera y última división croata que se alzó para el servicio en la Wehrmacht, después de sus divisiones hermanas, la 369ª División de Infantería (croata) y la 373ª División Croata de Infantería Un regimiento de infantería y el regimiento divisional de artillería se formaron en Döllersheim, el otro regimiento de infantería en Zwettl, el batallón de señales en Stockerau y el batallón pionero en Krems. Fue construido alrededor de 3.500 tropas de cuadros alemanes y 8.500 soldados de la Guardia Nacional de Croacia, el ejército regular de la NDH. Se formó bajo el mando del Generalmajor  Johann Mickl, quien siguió siendo su comandante hasta las últimas semanas de la guerra. Mickl era un austriaco que había servido con Erwin Rommel en Francia y el norte de África; donde le habían otorgado la Cruz de Caballero de la Cruz de Hierro. También había mandado a la 11.ª División Panzer en el Frente Oriental, donde había recibido las Hojas de Roble en su Cruz de Caballero. La división vestía uniforme de la Wehrmacht con el escudo de armas de la NDH en la manga derecha. Aunque originalmente estaba destinado a su uso en el Frente Oriental, poco después de su formación, los alemanes decidieron que la división no se utilizaría fuera del NDH. La división se desplegó en el NDH en enero de 1944 para combatir a los partisanos en el territorio del estado títere. Era conocida como la "División Azul" (en alemán: Blaue Division, en croata: Plava divizija).

### Operaciones antipartisanas

#### Despliegue inicial
La primera tarea de la división después de su llegada a la parte occidental del NDH fue asegurar la costa del Adriático a lo largo del litoral croata entre Rijeka y Karlobag (incluidas todas las islas excepto Krk) y unos 60 kilómetros (37,3 mi) tierra adentro, y era una tarea crítica debido a los temores alemanes de un desembarco angloamericano en la costa del Adriático. Esta operación incluyó asegurar la ruta de suministro crucial entre Karlovac y Senj. Estas áreas habían estado dominadas en gran medida por los partisanos desde la capitulación italiana en otoño de 1943, en particular el puerto de Senj. La división se colocó bajo el mando del XV Cuerpo de Montaña como parte del 2.º Ejército Panzer, e inicialmente tenía su sede en Karlovac. La división también asumió la responsabilidad de la seguridad de la línea ferroviaria Zagreb -Karlovac de la 1.ª División cosaca. La división fue contratada por los partisanos desde la primera noche en sus áreas de guarnición. Antes de que la división completara su despliegue inicial, se le pidió que relevara a la guarnición de NgD de Ogulin. Esto implicó un viaje al suroeste de Karlovac entre el 13 y el 16 de enero de 1944, inicialmente dirigido por el 847º Regimiento de Infantería. En los primeros enfrentamientos con unidades partisanas, los soldados croatas entraron en pánico y sus líderes alemanes fueron heridos o asesinados rápidamente. Cuando se recuperaron los cuerpos de los que habían sido asesinados, a menudo se los descubrió despojados de equipos y algunos incluso se encontraron desnudos. El 16 de enero, Ogulin se sintió aliviado, pero el avance continuó hacia el sur hasta Skradnik, y las aldeas en esa área también fueron aseguradas.

#### Historial operacional
Esto fue seguido por la Operación Drežnica, un empuje a través de la costa, obligando a pasar a través de la cordillera Velika Kapela, parte de los Alpes Dináricos. Ambos pases tenían más de 750 metros sobre el nivel del mar y la nieve era a menudo hasta la rodilla o hasta el muslo. Retrasado por minas y barricadas, la división capturó los pases de Kapela y Vratnik con bajas mínimas. Esto fue seguido por una serie de enfrentamientos a lo largo del camino hacia la costa, y después de algunos enfrentamientos con la 13a División de Asalto Partisana, capturaron y destruyeron la mayor parte del vertedero de suministros de esa división al noroeste de Lokve y aseguraron a Senj. Al 847º Regimiento de Infantería se le asignó la tarea de asegurar la costa y al 846º Regimiento de Infantería se le ordenó asegurar la ruta divisional de suministro principal de Senj a Generalski Stol. Comenzaron a mejorar las bases a lo largo del camino, incluidos los fuertes italianos que se habían establecido en los pasos de Kapela y Vratnik. El 847º Regimiento de Infantería se extendió a lo largo de la costa entre Karlobag y Crikvenica, y con el apoyo de elementos de la artillería divisoria y los pioneros, comenzaron a construir fortificaciones contra una invasión aliada temida. Las tropas en Karlobag se vincularon con la 264.ª División de Infantería, responsables de la costa más al sureste. La situación del suministro rápidamente se volvió difícil debido a la interdicción partisana de la ruta desde Karlovac y el bombardeo aliado del transporte marítimo costero y el puerto de Senj. A finales de febrero o principios de marzo, el 847º Regimiento, apoyado por un batallón Ustaše, avanzó en Plaški (sur de Ogulin) cuando fueron detenidos por la nieve profunda. Los partisanos luego atacaron sus líneas de suministro, matando a 30 soldados. Algunos de los cuerpos de los soldados muertos fueron saqueados o mutilados. Después de que Plaški fue capturado, el batallón Ustaše persiguió independientemente a los partisanos y regresó a Plaški con muchos de los artículos saqueados.
En marzo, el 847º Regimiento ocupó las islas adriáticas de Rab y Pag sin encontrar resistencia partidista. En el mismo mes, el 846º Regimiento realizó una operación en el valle del río Gacka alrededor de Otočac, y ayudó a la Guardia Nacional de Croacia a hacer cumplir las órdenes de reclutamiento de su propia población en el área divisional. Durante la primavera de 1944, el 846º Regimiento usó jadgkommandos, "equipos de cazadores" ligeramente armados y móviles de compañía o fuerza de batallón, para llevar a cabo el seguimiento de los avistamientos de partisanos, y el transporte que se movía a través del Paso Kapela tuvo que viajar en convoy por seguridad. La división pudo restablecer una conexión terrestre con la guarnición NDH de Gospić, que había dependido del suministro del mar desde la rendición italiana, y expulsó a tres batallones partisanos de las afueras de Otočac. Una de las dificultades que enfrentó la división en la lucha en las montañas fue la falta de artillería de montaña que pudiera acompañar a los batallones en el campo. La artillería divisional estaba equipada con obuses de campo con un alcance de 12 kilómetros (7,5 mi) que limitó seriamente la cobertura de artillería que podría proporcionarse durante las operaciones móviles.

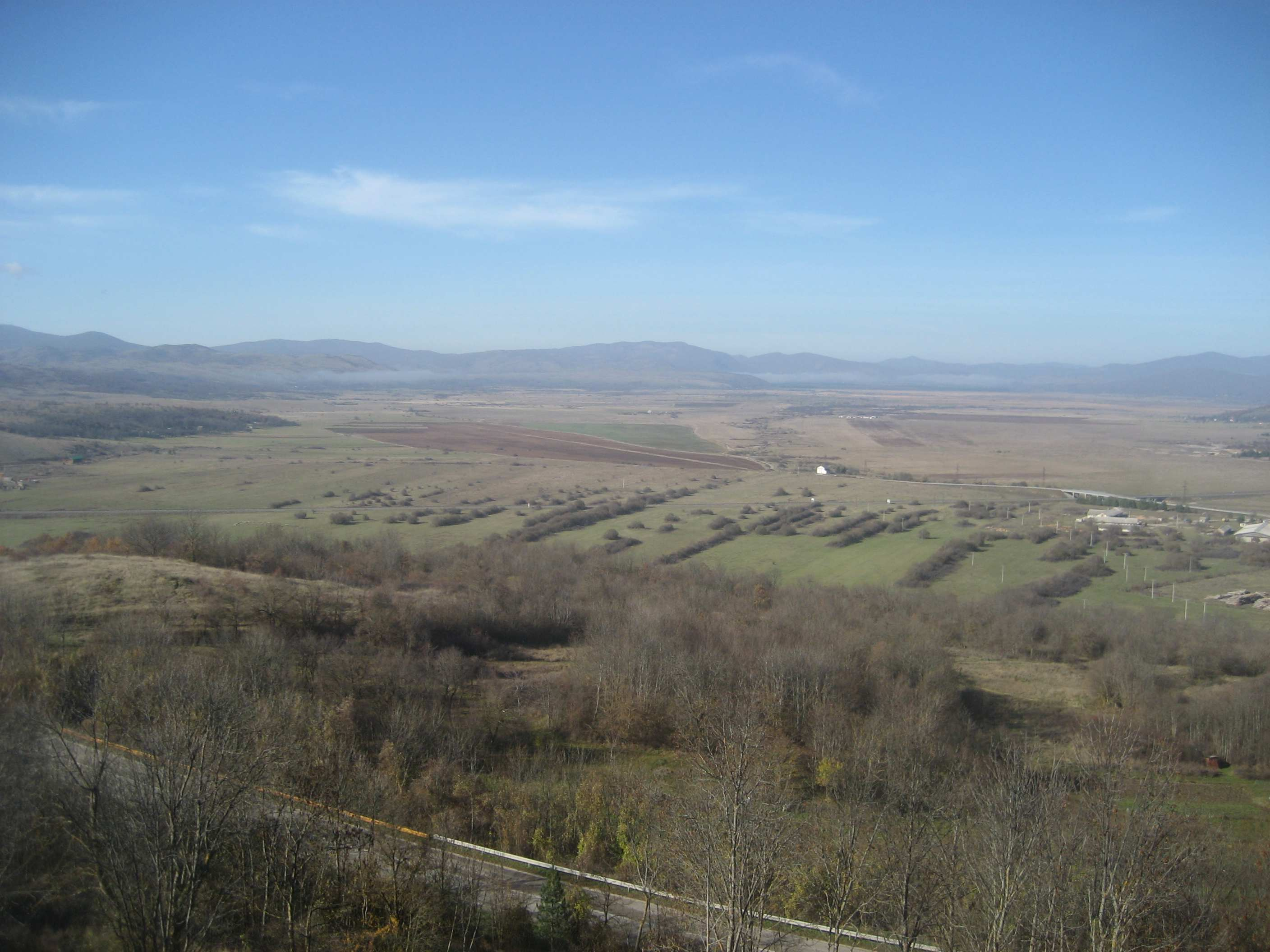
La operación Morgenstern se llevó a cabo para limpiar la región Krbavsko polje de partisanos.

En abril de 1944, Mickl fue ascendido a Generalleutnant.  Los alemanes identificaron que la 13.ª División de Asalto de Partisan estaba usando el valle de Drežnica como un enorme arsenal, escondiendo armas y municiones italianas capturadas en aldeas, sótanos e incluso en tumbas falsas en cementerios. Esto era de gran preocupación si el temido aterrizaje aliado se producía. A mediados de abril, Mickl ordenó la Operación Keulenschlag (Mace Blow) para despejar el área, utilizando el 846º Regimiento de Infantería y partes del 847º Regimiento de Infantería, apoyado por la división de artillería y el batallón antiaéreo. Durante las siguientes dos semanas, la división empujó la 13a División de Asalto hacia el norte, hacia el área de Mrkopalj y Delnice, y capturó suficiente material para equipar dos divisiones, incluyendo 30 toneladas de municiones para armas pequeñas y 15 toneladas de municiones de artillería.
El 5 de mayo, la partisana 35a División Lika atacó desde el área de los Lagos de Plitvice y capturó la aldea de Ramljane. Los partidarios también interceptaron el camino Otočac-Gospić. En respuesta, Mickl planeó la Operación Morgenstern (Estrella de la mañana) para eliminar las fuerzas partisanas de la región de Krbavsko Polje alrededor de Udbina. Del 7 al 16 de mayo de 1944, junto con elementos de la 373a División Croata de Infantería, el 92o Regimiento Motorizado, un batallón del 1.er Regimiento de la División de Brandeburgo y las unidades Ustaše, la división estuvo involucrada en la Operación Morgenstern. Según fuentes alemanas, la Operación Morgenstern resultó en pérdidas significativas de Partisanos, incluyendo 438 muertos, 56 capturados y 18 desertores, así como también capturando armas, municiones, vehículos, animales y grandes cantidades de equipo. También en mayo, la división recibió 500 refuerzos alemanes y formó un batallón de reemplazo de campo. La división vio acción contra los partisanos hasta el final de la guerra, menudo luchando junto a una agrupación de unidades Ustaše que sumaban hasta 12.000 tropas.

#### Meses finales
Durante los últimos meses de la guerra, la división se ocupó de la defensa de la costa norte del Adriático y Lika. Mickl recibió un disparo en la cabeza por partisanos cerca de Senj el 9 de abril de 1945, y murió en el hospital de Rijeka al día siguiente. La tarea de la división era luchar contra el 4.º Ejército Partisano que avanzaba desde el sudeste y apoyar al Cuerpo XCVII, que constaba de la 188 División de Montaña y las 237 Divisiones de Infantería, que corrían el peligro de verse envueltas cerca de Rijeka. La división llegó al área de Rijeka a mediados de abril de 1945 después de sufrir pérdidas en la operación Lika-Primorje. Sin embargo, en abril de 1945, la mano de obra croata de la división se había reducido significativamente debido a las deserciones o la liberación. Alrededor de este tiempo, alrededor de 3.000 croatas fueron liberados, dejando un pequeño número de croatas restantes en la división.
Al parecer, algunos de los croatas liberados lograron viajar al Litoral esloveno en los últimos días de la guerra. Luego se organizaron como una unidad separada del resto en gran parte ilusorio de las Fuerzas Armadas del Estado Independiente de Croacia bajo el mando del general Matija Parac, que formaba parte formal de los Chetniks del general Draža Mihailović. La unidad estaba bajo el mando directo del general Miodrag Damjanović. Más tarde, la unidad se retiró al norte de Italia ocupado por los británicos.
La división, incluidos sus pocos croatas restantes, recibió la orden de moverse hacia el norte hacia Klagenfurt en Austria. Algunos de los miembros croatas restantes de la división fueron asesinados mientras el Cuerpo del Ejército XCVII intentaba abrirse paso, pero la formación carecía de la fuerza para lograr su objetivo. Como resultado, el 5 de mayo de 1945, Generaloberst  low  Alexander Löhr, comandante en jefe del sudeste de Europa, autorizó al Cuerpo del Ejército XCVII, incluida la 392ª División, a rendirse. Los partisanos aceptaron la rendición alemana el 7 de mayo en el área entre Rijeka e Ilirska Bistrica, momento en el cual fueron liberados todos los croatas restantes y algunas tropas fascistas italianas que aún luchaban junto a los alemanes dentro del Cuerpo. Durante varios días se permitió a las tropas alemanas desarmadas del Cuerpo viajar hacia Alemania, pero el 12 de mayo los partisanos decidieron hacerlos prisioneros de guerra.

## Orden de batalla
La división incluía las siguientes unidades principales.
- 846º Regimiento de Infantería (batallones I, II, III)
- 847º Regimiento de Infantería (I, II, III batallones)
- 392º Batallón de reconocimiento
- 392º Batallón Panzerjäger (antitanque)
- 392º Regimiento de Artillería (I, II batallones)
- 392º Batallón Pionero
- 392º Batallón de Señales

## Posguerra
El 3 de abril de 2009, el Comité croata de Helsinki para los Derechos Humanos anunció que se habían descubierto fosas comunes que contenían los restos de aproximadamente 4.500 miembros de la división cerca de Zaprešić. Los lugareños indicaron que la 21a División Serbia Partisana fue responsable de la masacre.